# Bomberman Land Touch!
Bomberman Land Touch! est un jeu vidéo d'action développé et édité par Hudson Soft. Il est sorti en 2006 au Japon et en Amérique du Nord et en 2007 en Europe sur Nintendo DS.
Il est suivi par Bomberman Land Touch! 2, qui est sorti en 2007 sur Nintendo DS.